# Kirsebergs IF
Kirsebergs IF, KIF, var en fotbollsförening som bildades i Kirseberg i Malmö 1937 under namnet BK Vargo. Klubben skulle först heta BK Vargo men namnet var redan upptaget så valet föll på Kirseberg IF. Klubben upplöstes 2009 då den sammanslogs med Rörsjöstaden IF i Malmö City FC.
Hösten 2024 väcktes dock namnet till liv igen. Då startade föreningen Nya Kirseberg IF. Detta efter att Malmö City FC ansökt om konkurs, och föräldrar och tränare engagerat sig för att barnen på Kirseberg skulle kunna fortsätta att spela tillsammans. I en ny klubb med ett nygammalt namn.

## Historia
KIF tillbringade de första decennierna i lägre divisioner, med sporadiska besök i division II (sedan 2006 motsvarande division II) 1955/1956 och 1956/1957. När laget tog steget upp till division IV till säsongen 1961 skulle man dock komma att etablera sig som Malmös tredje bästa lag bakom MFF och IFK. KIF vann div. IV Skåne södra 1963 före Skurups AIF och IFK Trelleborg, varmed man för första gången tog steget upp till division III, sedan 2006 motsvarande division I. Kirseberg kom att spela tre säsonger  i trean 1964-1966 innan man degraderades till fyran. I division IV blev det nio säsonger innan man 1975 kunde vinna södra Skåneserien i stor stil före Brösarps IF och MBI.
Föreningen etablerade sig nu på allvar i division III, såväl 1976 som 1983 slutade KIF på andra plats bakom IFK Ystad respektive Lunds BK. Serievinsten skulle dock komma, säsongen 1985 vann man div. III Skåne före Trellebogrskamraterna och klubben fick därmed kvalspela till division II (sedan 2000 motsvarande Superettan). Laget ställdes mot Karlstads BK och KIF började med att vinna i Värmland med 1-0 men föll sedan med 1-2 i Malmö, vilket innebar att värmlänningarna flyttades upp tack vare fler gjorda mål på bortaplan.
Efter säsongen 1986 döptes "division III" om till "division II", en serie KIF föll ur 1990. De femton säsongerna i följd i tredjedivisionen hade inneburit matcher mot storheter som HIF, Kalmar FF, J-Södra, Halmia och IFK Malmö. KIF spelade sedan återstoden av sin existens i fjärde- och femtedivisionerna.

### Serietillhörighet 1961-2008
| Nivå | Serie                                                              | Säsonger                                                |
| ---- | ------------------------------------------------------------------ | ------------------------------------------------------- |
| 3    | Division III (-1986) Divivision II (1987-2005) Division I (2006-)  | 1964-1966, 1976-(1986) (1987)-1990                      |
| 4    | Division IV (-1986) Divivision III (1987-2005) Division II (2006-) | 1961-1963, 1967-1975 1991-1994, 1997-(2005) (2006)-2007 |
| 5    | Division V (-1986) Divivision IV (1987-2005) Division III (2006-)  | 1995-1996 2008                                          |

## Dräkt och hemmaplaner
Kirsebergs ursprungliga spelardräkt var gula tröjor och orangea byxor  men de orangea brallorna byttes med tiden ut mot svarta. Inledningsvis spelade Kirseberg hemmamatcherna på ”Hullan” vid Kirsebergsskolan men vid 1950-talets mitt blev det Dalhem vid fängelset. I mitten av 1960-talet upphörde trädgårdsmästeriet närmast Lundavägen varvid Malmö stad anlade Dalhems IP, en anläggning som kom att delas av KIF BK Flagg. Enstaka matcher flyttades till Malmö IP. Under de sista decennierna flyttade verksamheten till Kirsebergs IP.

## Bemärkta spelare och ledare
- Tom Prahl (tränare 1982-1990)
- Roy Andersson (fostrad i KIF)
- Robert Prytz (fostrad i KIF)
- Anders Grimberg (fostrad i KIF)

## Se vidare
- Malmö City FC (efterföljarförening)